# Trei culori: Albastru
Trei culori: Albastru este titlul românesc al filmului francez din 1993, Trois couleurs: Bleu. Scris, produs și regizat de renumitul regizor polonez Krzysztof Kieślowski, Albastru este primul film din trilogia Trei culori, care are la bază idealurile revoluționare franceze; este urmat de Trei culori: Alb și Trei culori: Roșu.

## Distribuția
- Juliette Binoche – Julie Vignon-de Courcy
- Benoît Régent – Olivier Benoit
- Charlotte Véry – Lucille
- Emmanuelle Riva – Madame Vignon. mama lui Julie
- Florence Pernel – Sandrine

## Premii
- Festivalul de Film de la Veneția, 1993: Cel mai bun film; Juliette Binoche, Cea mai bună actriță; Cea mai bună imagine: Sławomir Idziak
- Premiile Cesar, 1993: Cea mai bună actriță: Juliette Binoche; Cel mai bun sunet; Cel mai bun montaj
- Premiile Goya: Cel mai bun film european

## Sinopsis
Albastru este un studiu psihologic complex al libertății sentimentale. Acțiunea se desfășoară la Paris, unde Julie, soția celebrului compozitor Patrice de Courcy, trebuie să facă față morții soțului și fiicei în urma unui accident de mașină din care ea însăși supraviețuiește. Aflată în convalescență la spital, Julie încearcă să se sinucidă. De-a lungul întregului film, Julie se dedică suicidului mintal, disociindu-se de toate amintirile și îndepărtându-se de foștii prieteni.
Julie distruge notele ultimelor lucrări neterminate ale soțului, destinate sărbătoririi nașterii Uniunii Europene. Deși dorește să se adâncească în nimicnicie, viața la Paris o forțează pe Julie să se confrunte cu anumite elemente ale trecutului său pe care nu ar vrea să și le amintească. Se îndrăgostește de Olivier Benoit, ajutorul soțului răposat. Descoperă că soțul avea o aventură și că amanta, Sandrine, este însărcinată. La finalul filmului rămâne întrebarea, „Va termina Julie muzica ce i-a aparținut ei înșiși, probabil, încă de la început?”

## Analiză
Din punct de vedere vizual, regizorul folosește diverse tehnici pentru a reprezenta ideea pierderii și conflictul intern al lui Julie. În timp ce Julie privește funeraliile soțului și fiicei sale de pe patul spitalului, umbra degetului său mângâie micul sicriu de pe ecran. Ieșită din spital, ea începe să înoate singură într-o piscină întunecată, iar de fiecare dată când este copleșită de durere, se grăbește să se înoate, împingându-se până la limită, încercând să alunge cu forța amintirile. Cheia înțelegerii filmului este semnificația culorii, despre care Kieślowski a spus că în contextul modern nu tratează libertatea într-o manieră socială sau politică, ci însăși libertatea vieții.
Asemenea celorlalte filme din trilogie, Albastru face dese aluzii vizuale la titlul său: pe lângă filtrele albastre și iluminatul albastru, multe obiecte mici, subtile sunt albastre. Lumina albastră, reprezentând trecutul lui Julie, se strecoară în jurul ei în câteva momente, însoțită fiind de tema muzicală obsedantă în jurul căreia gravitează filmul. Există și câteva referiri la celelalte culori din trilogie. Într-una din scene, copii îmbrăcați în costume de baie albe cu plutitoare roșii sar în piscina albastră, în timp ce în alta, Julie intră din greșeală într-o sală de judecată unde personajul principal din Alb își pledează nevinovăția. 
Numeroși critici consideră filmul drept una dintre marile opere cinematografice ale tuturor timpurilor.